# Apostolisches Vikariat Pilcomayo
Das Apostolische Vikariat Pilcomayo (lat.: Apostolicus Vicariatus Pilcomayoënsis, span.: Vicariato Apostólico de Pilcomayo) ist ein in Paraguay gelegenes römisch-katholisches Apostolisches Vikariat mit Sitz in Mariscal Estigarribia.

## Geschichte
Die Apostolische Präfektur Pilcomayo wurde am 12. Februar 1925 durch Papst Pius XI. aus Gebietsabtretungen des Apostolischen Vikariates Chaco errichtet. Am 1. Mai 1929 gab die Apostolische Präfektur Pilcomayo Teile seines Territoriums zur Gründung des Bistums Concepción y Chaco ab.
Die Apostolische Präfektur Pilcomayo wurde am 14. Juli 1950 zum Apostolischen Vikariat erhoben. Am 28. Juni 1980 gab das Apostolische Vikariat Pilcomayo Teile seines Territoriums zur Gründung des Bistums Benjamín Aceval ab.
Als Kathedrale diente zunächst die Kirche San Miguel auf dem Gelände der paraguayischen Luftwaffe. In ihr befindet sich das Grab des volkstümlichen Missionars und Apostolischen Vikars Pa’i Puku. Im Jahr 2000 wurde die neue Marienkathedrale geweiht.

## Ordinarien von Pilcomayo

### Apostolische Präfekten
- Giuseppe Rose OMI, 1925–1927
- Enrico Breuer OMI, 1927–1932
- Karl Walter Vervoort OMI, 1932–1950

### Apostolische Vikare
- Karl Walter Vervoort OMI, 1950–1961
- Sinforiano Lucas Rojo OMI, 1962–1981
- Pedro Shaw OMI, 1981–1984
- Lucio Alfert OMI, 1986–2022
- Miguel Fritz OMI, seit 2025